# HSwMS Oscar II
HSwMS Oscar II був броненосцем берегової оборони або Pansarskepp («броньований корабель») ВМС Швеції. Він мав довгу кар'єру, яка тривала понад шістдесят років. являв собою розвиток броненосців берегової оборони попереднього типу «Еран». На невеликому корпусі було розміщено потужне озброєння, через що довелося пожертвувати швидкістю та автономністю плавання. Це рішення дозволило «Оскару II» мати вогневу міць тогочасних броньованих крейсерів, одночасно несучи броню пре-дредноута. Захищений броньовим поясом, що мав максимальну товщину 150 міліметрів корабель був озброєний головним калібром з двох 210 міліметрових гармати Бофорс, встановлені окремо на носі та кормі . Максимальна швидкість становила 18 вузлів (33 км/год).
Введений в експлуатацію 3 квітня 1907 року, «Оскар II» служив флагманом шведського флоту. Він, зокрема, доставив перевезення шведського короля Густава V та його дружину-королеву Вікторію на зустрічі з імператорами Німеччини Вільгельмом II та Росії Миколою II. Під час Першої світової війни корабель підтримував вторгнення Швеції на Аландські острови з лютого по квітень 1918 року. Після закінчення конфлікту корабель було виведено у резерв і реактивовано аж у вересні 1929 року. Після модернізації та служби із забезпечення нейтралітету Швеції під час Другої світової війни корабель доставив із Данії тіло принца Густава Адольфа, герцога Вестерботтенського, після авіакатастрофи 26 січня 1947 року. Знятий з експлуатації 24 лютого 1950 року, «Оскар II» служив навчальним блокшивом до 11 вересня 1974 року, коли став останніх з шведських кораблів берегової оборони, які утилізували.

## Конструкція

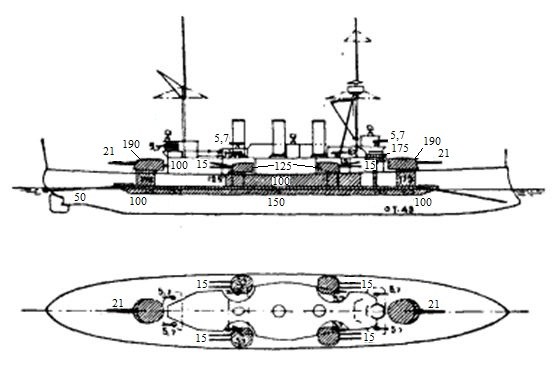
Обриси броненосця «Оскар II» з виділеною зоною броньового поясу

У 1901 р. Швеція призначила комісію для аналізу стану військово-морської оборони та з'ясування того, які майбутні кораблі потрібні для задоволення потреб країни. Комісія вивчила події в інших країнах, зокрема ескалацію англо-німецької морської гонки озброєнь, і вирішила, що замість створення лінкора, подібного до тих, що будувались за кордоном, менше судно, яке покладається на швидкість і здатність експлуатувати особливі умови Стокгольмського архіпелагу були б більш доречними.